# Madeline Lee Gilford
Madeline Lee Gilford (New York, 30 mei 1923 - aldaar, 14 april 2008) was een Amerikaanse actrice, toneelregisseur en sociaal activiste. Verder was Madeline Lee Gilford getrouwd met de acteur Jack Gilford van 1949 tot aan zijn dood in 1990. Ook was zij de zuster van actrice Fran Lee. Tijdens de McCarthy-periode in de jaren 50 van de 20ste eeuw werd ze samen met haar man op de zwarte lijst gezet.

## Filmografie
- Ona zashchishchayet rodinu, (1943, Engelse voice-over)
- Little Women, (1946)
- Parades, (1972)
- Save the Tiger, (1973)
- Fear on Trial, (1975)
- A Secret Space, (1977)
- Roseland, (1977)
- Lianna, (1983)
- Cocoon: The Return, (1988)
- Big City Blues, (1997)
- That Old Feeling, (1997)
- And Starring Pancho Villa as Himself, (2003)
- Raw Footage, (2005)
- The Savages, (2007)
- Uncertainty, (2009)

## Televisieseries
- Law & Order, (1994-1996)
- Mad About You, (1998)
- The Beat, (2000)